# اچ‌ام‌اس ئی۳۳
اچ‌ام‌اس ئی۳۳ (به انگلیسی: HMS E33) یک زیردریایی بود که طول آن ۱۸۱ فوت (۵۵ متر) بود. این زیردریایی در سال ۱۹۱۶ ساخته شد.